# Miloš Pavlović (kierowca)
Miloš Pavlović (ur. 8 października 1982 w Belgradzie) – serbski (wcześniej serbsko-czarnogórski) kierowca wyścigowy. Aktualnie zamieszkuje we Włoszech- w Desenzano del Garda.

## Kariera
Miloš rozpoczął karierę wyścigową od kartingu, w którym brał udział od 1991 roku. Zaledwie rok później był już podwójnym kartingowym mistrzem Jugosławii w kartingu. Żeby testować i awansować do wyższych serii wyścigowych, wyjechał w 1993 roku do Włoch, gdzie (obok Niemiec) sport kartingowy jest rozwinięty najlepiej na świecie. Sukcesy nadciągnęły bardzo szybko. Już w pierwszym sezonie startów we Włoszech zdołał zostać regionalnym mistrzem tego kraju, zostając przy tym wicemistrzem włoskiej serii zimowej (Winter Cup).
W 1994 roku został kartingowym wicemistrzem Europy w Portugalii (na torze w Bradze). Osiągnął to, startując z pole position i uzyskując rekord toru. Wygrał wszystkie 3 sesje kwalifikacyjne i półfinał. W tym samym sezonie wystartował w Mistrzostwach Świata w kartingu - rozgrywanych w Ugento (Włochy), kończąc zawody na trzeciej pozycji.

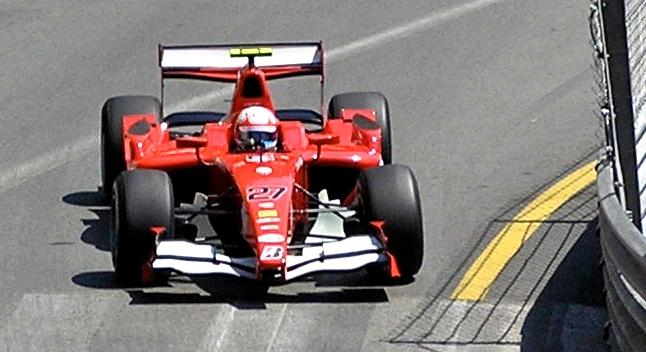
Miloš Pavlović podczas wyścigu serii GP2 w Monte Carlo

Po tych osiągnięciach najbardziej prestiżowy magazyn o kartingu na świecie – "Vroom"- poświęcił sporo miejsca na wywiady i artykuły o młodym Serbie. Miloš szybko zdobył międzynarodową sławę - m.in. za sprawą wygrania w 1996 roku jednych z najbardziej prestiżowych zawodów kartingowych świata – "Ayrton Senna Trophy"(dedykowanych zmarłemu w 1994 roku jednemu z najwybitniejszych kierowców Formuły 1- Ayrtonowi Sennie). Serb startował w tych zawodach z piątej pozycji, ale szybko przesunął się na drugą pozycję. Pod koniec wyścigu zaatakował zdecydowanie najszybszego do tej pory Giorgio Pantano (były kierowca zespołu Jordan w Formule 1). Wygrał rozgrywany w Japonii wyścig, utrzymując za swoimi plecami takie przyszłe sławy F1 jak Giorgio Pantano (P2) czy Jenson Button (P3).
W 1997 roku testował bolidy rozmaitych serii i zespołów. Ukończył "Jim Russell Racing Drivers School" (szkołę kierowców wyścigowych Jima Russella Formuły Vauxhall w Anglii), wygrywając wyścig na Donington Park. W latach 1998 i 1999 startował w zawodach Formuły Vauxhall. Mimo problemów z budżetem, wziął udział w 12 z 16 wyścigów w 1998 roku i zajął ostatecznie 10 pozycję w klasyfikacji generalnej, uzyskując najlepsze wyniki między 4. a 8. miejscem w wyścigu. W 1999 roku pozostał w tej serii, zdobywając 2 pole position, 2 zwycięstwa i 3 razy stając na podium. Był czwarty w klasyfikacji kierowców.
Od 2000 roku startował w Formule 3 (w jej brytyjskiej odmianie). Cały sezon startował w debiutującym w tej serii teamie, używając przy tym zupełnie nowych silników Opel-Speiss. Mimo to zgromadził 41 punktów i był 11 w końcowej klasyfikacji sezonu.
W 2002 roku przeszedł do włoskiej Formuły 3. Otrzymał tam szansę jeżdżenia w doświadczonej drużynie Target Racing, co rzutowało na wyniki Serba – Miloš wygrał mistrzostwa, zdobywając 5 razy pole position, 5 razy wygrywając i trzykrotnie będąc na drugiej pozycji na mecie.
Dzięki tym sukcesom otrzymał od FIA (Międzynarodowa Federacja Samochodowa) superlicencję, która pozwalała mu na jeżdżenie w Formule 1.
W 2003 roku Serb miał startować w międzynarodowej Formule 3000 (dawna „Formuła 2” – przedsionek F1 – teraz jest to seria GP2). Nie uzbierał na czas wymaganego budżetu i musiał zadowolić się startami w nowo powstałej serii "World Series Light" by Nissan. Ukończył w niej sezon na trzeciej pozycji, do samego końca walcząc o tytuł mistrzowski.
W 2004 roku wygrał “World Series Light Championship” by Nissan.
W latach 2005–2007 roku Serb startował w prestiżowej serii Formule Renault 3.5. W roku 2005 miał okazję jeździć w tej serii razem z Robertem Kubicą. Kubica zdobył w tym sezonie tytuł mistrzowski, natomiast Miloš rzadko kończył zawody w pierwszej piątce. W następnym roku było już dużo lepiej. Wygrał swój pierwszy wyścig i na koniec sezonu 2007 został sklasyfikowany na 3. miejscu.
W 2008 roku startował w serii GP2 – zarówno w serii zimowej (w Azjatyckiej serii GP2, gdzie z 6 punktami na koncie był na 16 w klasyfikacji kierowców), jak i w głównej serii (32 w klasyfikacji generalnej).

## Podsumowanie kariery
- 2012: 21. miejsce w FIA GT1 World Championship
- 2011: FIA GT1 World Championship
- 2009: 9. miejsce w Formule 2 (2 miejsca na podium, 1 najszybsze okrążenie w wyścigu)
- 2008: Seria GP2 i Azjatycka seria GP2
- 2007: 3. miejsce w Formule Renault 3.5 (2 wygrane, 2 miejsca na podium, 2 najszybsze okrążenie w wyścigu)
- 2006: Formuła Renault 3.5 (zespół Draco Racing)
- 2005: Formuła Renault 3.5 (1 podium)
- 2004: Mistrz World Series Light (9 pole positions, 7 wygranych, 3 miejsca na podium i 7 najszybszych okrążeń)
- 2003: 3. miejsce w World Series Light (1 pole position, 6 miejsc na podium i 3 najszybsze okrążenia w wyścigu)
- 2002: Mistrz Włoskiej Formuły 3 (5 pole positions, 5 wygranych, 3 miejsca na podium i 4 najszybsze okrążenia w wyścigu)
- 2000: 7. miejsce w Europejskim Pucharze Formuły Renault 2.0
- 2000: 11. miejsce w Brytyjskiej Formule 3
- 1999: 4. miejsce w Brytyjskiej Formule Vauxhall (2 pole positions, 2 zwycięstwa i 3 miejsca na podium)
- 1998: 10. miejsce w Brytyjskiej Formule Vauxhall Junior (wystąpił w 12 z 16 wyścigów)
- 1997: Zwycięzca finału Formuły Vauxhall Junior – wyścig na Donington Park
- 1996: Mistrz Pucharu Świata w Kartingu "The Ayrton Senna Trophy" (Formula A class)
- 1994: 3. miejsce w Mistrzostwach Świata w Kartingu (100 Junior class)
- 1994: 2. miejsce w Europejskich Mistrzostwach Kartingowych (100 Junior class)
- 1993: Mistrz Jugosłowiańskich Mistrzostw Kartingowych - Yugoslav National Championship in Karting (100 Junior Class)
- 1992: Mistrz Jugosłowiańskich Mistrzostw Kartingowych - Yugoslav National Championship in Karting (Mini Kart)
- 1992: Mistrz Jugosłowiańskich Mistrzostw Kartingowych - Yugoslav National Championship in Karting (100 Junior Class)
- 1991: Mistrz Jugosłowiańskich Mistrzostw Kartingowych - Yugoslav National Championship

## Wyniki w GP2
| Legenda oznaczeń w tabelach wyników Wyświetl szablon na nowej stronie | Legenda oznaczeń w tabelach wyników Wyświetl szablon na nowej stronie                                                                     |
| Oznaczenie                                                            | Wyjaśnienie |
| --------------------------------------------------------------------- | --- |
| Złoty                                                                 | Zwycięzca lub mistrzostwo |
| Srebrny                                                               | 2. miejsce lub wicemistrzostwo |
| Brązowy                                                               | 3. miejsce lub II wicemistrzostwo |
| Zielony                                                               | Ukończył, punktował (w klasyfikacji generalnej, gdy zdobył co najmniej jeden punkt na przestrzeni sezonu, poza trzema powyższymi opcjami) |
| Niebieski                                                             | Ukończył, nie punktował (w klasyfikacji generalnej, gdy nie zdobył co najmniej jednego punktu na przestrzeni sezonu)                      |
| Czerwony                                                              | Nie zakwalifikował się (NZ) |
| Czerwony                                                              | Nie prekwalifikował się (NPK) |
| Różowy                                                                | Nie ukończył (NU) |
| Różowy                                                                | Niesklasyfikowany (NS) (w klasyfikacji generalnej, gdy nie został sklasyfikowany w żadnym wyścigu sezonu)                                 |
| Czarny                                                                | Zdyskwalifikowany (DK) |
| Czarny                                                                | Wykluczony (WYK/EX) |
| Biały                                                                 | Nie wystartował (NW) |
| Biały                                                                 | Kontuzjowany (K/INJ) |
| Biały                                                                 | Wyścig odwołany (OD/C) |
| Bez koloru                                                            | Został wycofany (WYC/WD) |
| Bez koloru                                                            | Nie przybył (NP/DNA) |
| Bez koloru                                                            | Nie brał udziału w treningach (NT/DNP) |
| Bez koloru                                                            | Nie został zgłoszony (–) |
| Pogrubienie                                                           | Start z pole position |
| Kursywa                                                               | Najszybsze okrążenie wyścigu |
| †                                                                     | Nie ukończył, ale jego rezultat został zaliczony ze względu na przejechanie więcej niż 90% dystansu wyścigu.                              |
| *                                                                     | Sezon w trakcie |
| 1/2/3                                                                 | Punktowana pozycja w sprincie kwalifikacyjnym                                                                                             |
| Lista systemów punktacji Formuły 1                                    | |

| Rok  | Zespół          | Wyniki w poszczególnych eliminacjach | Wyniki w poszczególnych eliminacjach | Wyniki w poszczególnych eliminacjach | Wyniki w poszczególnych eliminacjach | Wyniki w poszczególnych eliminacjach | Wyniki w poszczególnych eliminacjach | Wyniki w poszczególnych eliminacjach | Wyniki w poszczególnych eliminacjach | Wyniki w poszczególnych eliminacjach | Wyniki w poszczególnych eliminacjach | Wyniki w poszczególnych eliminacjach | Wyniki w poszczególnych eliminacjach | Wyniki w poszczególnych eliminacjach | Wyniki w poszczególnych eliminacjach | Wyniki w poszczególnych eliminacjach | Wyniki w poszczególnych eliminacjach | Wyniki w poszczególnych eliminacjach | Wyniki w poszczególnych eliminacjach | Wyniki w poszczególnych eliminacjach | Wyniki w poszczególnych eliminacjach | Punkty | Pozycja |
| ---- | --------------- | ------------------------------------ | ------------------------------------ | ------------------------------------ | ------------------------------------ | ------------------------------------ | ------------------------------------ | ------------------------------------ | ------------------------------------ | ------------------------------------ | ------------------------------------ | ------------------------------------ | ------------------------------------ | ------------------------------------ | ------------------------------------ | ------------------------------------ | ------------------------------------ | ------------------------------------ | ------------------------------------ | ------------------------------------ | ------------------------------------ | ------ | ------- |
| 2008 | BCN Competicion | ESP                                  | ESP                                  | TUR                                  | TUR                                  | MON                                  | MON                                  | FRA                                  | FRA                                  | GBR                                  | GBR                                  | DEU                                  | DEU                                  | HUN                                  | HUN                                  | VAL                                  | VAL                                  | BEL                                  | BEL                                  | ITA                                  | ITA                                  | 0      | 32      |
| 2008 | BCN Competicion | NW                                   | 12                                   | NU                                   | 16                                   | NW                                   | NW                                   | -                                    | -                                    | -                                    | -                                    | -                                    | -                                    | -                                    | -                                    | -                                    | -                                    | -                                    | -                                    | -                                    | -                                    | 0      | 32      |

## Wyniki w Azjatyckiej Serii GP2
| Legenda oznaczeń w tabelach wyników Wyświetl szablon na nowej stronie | Legenda oznaczeń w tabelach wyników Wyświetl szablon na nowej stronie                                                                     |
| Oznaczenie                                                            | Wyjaśnienie |
| --------------------------------------------------------------------- | --- |
| Złoty                                                                 | Zwycięzca lub mistrzostwo |
| Srebrny                                                               | 2. miejsce lub wicemistrzostwo |
| Brązowy                                                               | 3. miejsce lub II wicemistrzostwo |
| Zielony                                                               | Ukończył, punktował (w klasyfikacji generalnej, gdy zdobył co najmniej jeden punkt na przestrzeni sezonu, poza trzema powyższymi opcjami) |
| Niebieski                                                             | Ukończył, nie punktował (w klasyfikacji generalnej, gdy nie zdobył co najmniej jednego punktu na przestrzeni sezonu)                      |
| Czerwony                                                              | Nie zakwalifikował się (NZ) |
| Czerwony                                                              | Nie prekwalifikował się (NPK) |
| Różowy                                                                | Nie ukończył (NU) |
| Różowy                                                                | Niesklasyfikowany (NS) (w klasyfikacji generalnej, gdy nie został sklasyfikowany w żadnym wyścigu sezonu)                                 |
| Czarny                                                                | Zdyskwalifikowany (DK) |
| Czarny                                                                | Wykluczony (WYK/EX) |
| Biały                                                                 | Nie wystartował (NW) |
| Biały                                                                 | Kontuzjowany (K/INJ) |
| Biały                                                                 | Wyścig odwołany (OD/C) |
| Bez koloru                                                            | Został wycofany (WYC/WD) |
| Bez koloru                                                            | Nie przybył (NP/DNA) |
| Bez koloru                                                            | Nie brał udziału w treningach (NT/DNP) |
| Bez koloru                                                            | Nie został zgłoszony (–) |
| Pogrubienie                                                           | Start z pole position |
| Kursywa                                                               | Najszybsze okrążenie wyścigu |
| †                                                                     | Nie ukończył, ale jego rezultat został zaliczony ze względu na przejechanie więcej niż 90% dystansu wyścigu.                              |
| *                                                                     | Sezon w trakcie |
| 1/2/3                                                                 | Punktowana pozycja w sprincie kwalifikacyjnym                                                                                             |
| Lista systemów punktacji Formuły 1                                    | |

| Rok  | Zespół          | Wyniki w poszczególnych eliminacjach | Wyniki w poszczególnych eliminacjach | Wyniki w poszczególnych eliminacjach | Wyniki w poszczególnych eliminacjach | Wyniki w poszczególnych eliminacjach | Wyniki w poszczególnych eliminacjach | Wyniki w poszczególnych eliminacjach | Wyniki w poszczególnych eliminacjach | Wyniki w poszczególnych eliminacjach | Wyniki w poszczególnych eliminacjach | Punkty | Pozycja |
| ---- | --------------- | ------------------------------------ | ------------------------------------ | ------------------------------------ | ------------------------------------ | ------------------------------------ | ------------------------------------ | ------------------------------------ | ------------------------------------ | ------------------------------------ | ------------------------------------ | ------ | ------- |
| 2008 | BCN Competicion | ARE                                  | ARE                                  | IDN                                  | IDN                                  | MAL                                  | MAL                                  | BHR                                  | BHR                                  | ARE                                  | ARE                                  | 6      | 16      |
| 2008 | BCN Competicion | 10                                   | 14                                   | 6                                    | NU                                   | 7                                    | 12                                   | 19                                   | 15                                   | 8                                    | NU                                   | 6      | 16      |

## Wyniki w Formule Renault 3.5
| Legenda oznaczeń w tabelach wyników Wyświetl szablon na nowej stronie | Legenda oznaczeń w tabelach wyników Wyświetl szablon na nowej stronie                                                                     |
| Oznaczenie                                                            | Wyjaśnienie |
| --------------------------------------------------------------------- | --- |
| Złoty                                                                 | Zwycięzca lub mistrzostwo |
| Srebrny                                                               | 2. miejsce lub wicemistrzostwo |
| Brązowy                                                               | 3. miejsce lub II wicemistrzostwo |
| Zielony                                                               | Ukończył, punktował (w klasyfikacji generalnej, gdy zdobył co najmniej jeden punkt na przestrzeni sezonu, poza trzema powyższymi opcjami) |
| Niebieski                                                             | Ukończył, nie punktował (w klasyfikacji generalnej, gdy nie zdobył co najmniej jednego punktu na przestrzeni sezonu)                      |
| Czerwony                                                              | Nie zakwalifikował się (NZ) |
| Czerwony                                                              | Nie prekwalifikował się (NPK) |
| Różowy                                                                | Nie ukończył (NU) |
| Różowy                                                                | Niesklasyfikowany (NS) (w klasyfikacji generalnej, gdy nie został sklasyfikowany w żadnym wyścigu sezonu)                                 |
| Czarny                                                                | Zdyskwalifikowany (DK) |
| Czarny                                                                | Wykluczony (WYK/EX) |
| Biały                                                                 | Nie wystartował (NW) |
| Biały                                                                 | Kontuzjowany (K/INJ) |
| Biały                                                                 | Wyścig odwołany (OD/C) |
| Bez koloru                                                            | Został wycofany (WYC/WD) |
| Bez koloru                                                            | Nie przybył (NP/DNA) |
| Bez koloru                                                            | Nie brał udziału w treningach (NT/DNP) |
| Bez koloru                                                            | Nie został zgłoszony (–) |
| Pogrubienie                                                           | Start z pole position |
| Kursywa                                                               | Najszybsze okrążenie wyścigu |
| †                                                                     | Nie ukończył, ale jego rezultat został zaliczony ze względu na przejechanie więcej niż 90% dystansu wyścigu.                              |
| *                                                                     | Sezon w trakcie |
| 1/2/3                                                                 | Punktowana pozycja w sprincie kwalifikacyjnym                                                                                             |
| Lista systemów punktacji Formuły 1                                    | |

| Rok  | Zespół                    | Wyniki w poszczególnych eliminacjach | Wyniki w poszczególnych eliminacjach | Wyniki w poszczególnych eliminacjach | Wyniki w poszczególnych eliminacjach | Wyniki w poszczególnych eliminacjach | Wyniki w poszczególnych eliminacjach | Wyniki w poszczególnych eliminacjach | Wyniki w poszczególnych eliminacjach | Wyniki w poszczególnych eliminacjach | Wyniki w poszczególnych eliminacjach | Wyniki w poszczególnych eliminacjach | Wyniki w poszczególnych eliminacjach | Wyniki w poszczególnych eliminacjach | Wyniki w poszczególnych eliminacjach | Wyniki w poszczególnych eliminacjach | Wyniki w poszczególnych eliminacjach | Wyniki w poszczególnych eliminacjach | Punkty | Pozycja |
| ---- | ------------------------- | ------------------------------------ | ------------------------------------ | ------------------------------------ | ------------------------------------ | ------------------------------------ | ------------------------------------ | ------------------------------------ | ------------------------------------ | ------------------------------------ | ------------------------------------ | ------------------------------------ | ------------------------------------ | ------------------------------------ | ------------------------------------ | ------------------------------------ | ------------------------------------ | ------------------------------------ | ------ | ------- |
| 2005 | GD Racing                 | BEL                                  | BEL                                  | MON                                  | VAL                                  | VAL                                  | FRA                                  | FRA                                  | BIL                                  | BIL                                  | DEU                                  | DEU                                  | GBR                                  | GBR                                  | PRT                                  | PRT                                  | ITA                                  | ITA                                  | 19     | 17      |
| 2005 | GD Racing                 | 17                                   | NU                                   | NU                                   | 15                                   | NU                                   | 9                                    | NU                                   | 21                                   | 3                                    | 10                                   | 12                                   | 17                                   | 12                                   | 11                                   | 6                                    | NU                                   | 10                                   | 19     | 17      |
| 2006 |                           | ZOL                                  | ZOL                                  | MON                                  | TUR                                  | TUR                                  | ITA                                  | ITA                                  | SFR                                  | SFR                                  | DEU                                  | DEU                                  | GBR                                  | GBR                                  | FRA                                  | FRA                                  | ESP                                  | ESP                                  | 41     | 11      |
| 2006 | Cram Competition          | 20                                   | 6                                    | 9                                    | 13                                   | 21                                   | 17                                   | 14                                   | -                                    | -                                    | -                                    | -                                    | -                                    | -                                    | -                                    | -                                    | -                                    | -                                    | 41     | 11      |
| 2006 | EuroInternational         | -                                    | -                                    | -                                    | -                                    | -                                    | -                                    | -                                    | 15                                   | 23                                   | 4                                    | NU                                   | -                                    | -                                    | -                                    | -                                    | -                                    | -                                    | 41     | 11      |
| 2006 | Draco Multiracing USA     | -                                    | -                                    | -                                    | -                                    | -                                    | -                                    | -                                    | -                                    | -                                    | -                                    | -                                    | 3                                    | 8                                    | 2                                    | NU                                   | NU                                   | 18†                                  | 41     | 11      |
| 2007 | International DracoRacing | ITA                                  | ITA                                  | DEU                                  | DEU                                  | MON                                  | HUN                                  | HUN                                  | BEL                                  | BEL                                  | GBR                                  | GBR                                  | FRA                                  | FRA                                  | PRT                                  | PRT                                  | ESP                                  | ESP                                  | 96     | 3       |
| 2007 | International DracoRacing | 6                                    | 2                                    | 15                                   | 24                                   | 4                                    | 7                                    | 2                                    | 7                                    | 1                                    | 11                                   | NU                                   | 4                                    | NU                                   | 9                                    | 1                                    | 4                                    | 4                                    | 96     | 3       |